# 魔法遣いに大切なこと
『魔法遣いに大切なこと』（まほうつかいにたいせつなこと）は、城戸賞に応募された山田典枝の脚本を基にした作品のシリーズ。2002年から2008年にかけて計3タイトルが制作され、漫画、小説、テレビアニメおよび実写映画として発表された。

## 世界観
魔法が幻想でなく当たり前に存在し、一種の特殊技能として認知されている世界の現代日本を舞台としている。魔法能力者は内閣府（設立当時は総理府）の外局である魔法労務統括局（通称「魔法局」）により管理されており、規定の研修を受け魔法士（正式な魔法遣い）の認可を受けなければならない。また、魔法局が正式に受け付けた依頼に対してしか魔法能力を使用してはならないなど、厳しく制限されている。
なお、魔法士は国家公務員であるが、兼業が認められている特殊公務員であり、シリーズ第1作の主人公である菊池ユメの師匠となる小山田雅美は魔法士の仕事と「PACHANGA」というサルサバーを兼業しており、シリーズ第2作の主人公である松尾ナミの父親、清一も魔法士と何らかの業種を兼業している（業種は不明）。
小山田は30歳で既に「小山田魔法事務所」を開業し、「PACHANGA」と兼業していることから、早ければ免許取得からおおむね10年前後を目安に独立できるものと思われる。ただし、ユメの同期であるアンジェラ・シャロン・ブルックスは免許を取得した直後に故郷のイギリスで「BROOKS SORCEROUS FIRM（ブルックス魔法事務所）」を開業している。

## Someday's dreamers
シリーズ第1作。『魔法遣いに大切なこと - Someday's dreamers』（まほうつかいにたいせつなこと サムデイズ・ドリーマーズ）のタイトルで、漫画作品として『月刊コミックドラゴン』（富士見書房）2002年6月号から2003年2月号まで連載された。また、『月刊Asuka』2002年12月号増刊『魔法ものがたり』（角川書店）、『月刊ニュータイプ』2002年12月号（角川書店）にも特別編が掲載された。原作は山田典枝、作画はよしづきくみちが担当している。
2003年にテレビアニメ化されたほか、小説版も4作品刊行されている（富士見ミステリー文庫から3巻、メディアファクトリーから1巻の計4作）。
岩手県・遠野に住む魔法能力者の少女・菊池ユメが魔法士労務免許取得研修を受けるため上京し、研修中に出会う人々と触れ合うことで成長する姿を描いた作品。

### 登場人物

#### 魔法士研修生
菊池 ユメ（きくち ユメ）
声 - 宮崎あおい
初代主人公。
1986年4月29日生まれの18歳の少女（アニメ版では17歳）。
魔法士になるため夏休みを利用して遠野から東京へ上京し、小山田魔法事務所に寄宿して研修を受ける。母親はギンプンも尊敬するという高名な魔法遣いだった菊池エツコで、自身も親譲りの魔法力を持っている。アニメ版で魔法を遣う時に対象付近に現れる個人紋はイルカ。また、魔法を使う際には「心を込めて」と呟く。アホ毛が特徴的。身長155cm。男性が苦手。
アンジェラ・シャロン・ブルックス
声 - 渡辺明乃
アニメ版オリジナルキャラクター。イギリスから魔法留学生として日本に来ている、ユメと同い年の少女。ギンブンのもとで寄宿しながら研修を受けている。日本語を流暢に操る。父は有名な魔法遣い。無愛想で無表情、それ故か井上に対する初めての気持ちに戸惑い珍しく声を荒らげた。プライドが高く常に信念に基づいて行動するため、度々トラブルを起こし古崎を悩ませている。個人紋は翼のあるケルト十字。
井上 朔也（いのうえ さくや）
声 - 飛田展男
アニメ版オリジナルキャラクター。ユメやアンジェラと同じ魔法士研修生。優しい性格だが優柔不断な所がある。個人紋は走る柴犬。当初はアンジェラに嫌われているものと思いこんでいたが、実はアンジェラに好意を持たれていた。

#### PACHANGA関係者
小山田 雅美（おやまだ まさみ）
声 - 諏訪部順一
第弐級魔法導師労務免許を持つ魔法士で、ユメの研修担当指導官。祖父譲りの下北沢の土地で小山田魔法事務所を営む傍ら、一階でサルサバー「PACHANGA」も経営している。雅美という名前だが男性。優しく穏やかにユメを指導する。過去の出来事から魔法を使うたびにどこか寂し気な表情をする。アニメ版の個人紋は舞い落ちる雪の結晶。パリ出身。
ミリンダ
声 - 平松晶子
「PACHANGA」のDJ。昼はスーパーの野菜売場でも働いている。本名は岩下 美由紀（いわした みゆき）。小山田の元同級生。小山田に好意を寄せているが、過去の出来事に縛られている彼と関係を進められないでいた。
森川 瑠奈（もりかわ るな）
声 - 石毛佐和
アニメ版オリジナルキャラクター。「PACHANGA」の近所に住んでいる子供。父親の影響で落語好きになり、江戸っ子口調。母親と趣味が合わず、そのことでわだかまりがあったが、和解した。
ケラ
声 - 飯田浩志
アニメ版オリジナルキャラクター。「PACHANGA」のアルバイト店員。ケラケラ笑うことから「ケラ」と呼ばれている。本名は加藤 剛（かとう ごう）。ノリが軽く明るい性格で子供好きでユメにとってもいい兄貴分。瑠奈と仲が良い。両親が無く、児童養護施設で育った過去を持つ。魔法遣いに憧れ、小山田の店にいたが自分が魔法遣いではないと断定されるのを恐れて言い出せずにいた。6話で魔法を使い、7話では登録を済ませ、最終話では指輪を受け取っている。

#### 魔法局職員
ギンプン
声 - 辻谷耕史
初代局長で、アンジェラの研修担当指導官。日本で唯一の魔導司行動免許保持者であり、世界でも五指に入る実力の持ち主。その魔法能力は強大であり、常にマスクで目を覆っているのは自身の魔法が外部に放出されることを防ぐためであるという。本名・国籍・年齢・経歴など全てが謎に包まれている。小山田の過去を知る人物の一人。
男性声優の辻谷耕史が声を担当しているが、女性である。
古崎 力哉（ふるさき りきや）
声 - 清川元夢
アニメ版オリジナルキャラクター。内閣府からギンプンのお目付役として派遣されている高等参事官。魔法の無断使用に厳しく、特にユメやアンジェラの行動には目を光らせている。机の引き出しの中にファンシーな小物が見られるシーンがある。
遠藤 耕三（えんどう こうぞう）
声 - 中博史
アニメ版オリジナルキャラクター。東京支局世田谷出張所魔法行動課に所属する魔法士派遣担当官。小山田魔法事務所に依頼される仕事も担当している。いつもニコニコしていて面倒見の良いおじさん。古崎とは昔からの付き合いがある。
幸子（さちこ）
声 - 水谷優子
アニメ版オリジナルキャラクター。朗らかな東京支局世田谷出張所魔法行動課の受付係。元ヤンキーらしい。

### 書誌情報
- 山田典枝（原作）・よしづきくみち（作画）『魔法遣いに大切なこと - Someday's dreamers』角川書店〈ドラゴンコミックス〉、全2巻
  1. 2002年11月1日初版発行（10月30日発売[13]）、ISBN 4-04-926208-8
  2. 2003年3月1日初版発行（2月27日発売[14]）、ISBN 4-04-926220-7

### テレビアニメ
2003年1月9日から3月27日にかけて、テレビ朝日およびファミリー劇場で放送された。角川大映映画が手掛けた初のテレビアニメ作品であるとともに、女優の宮崎あおいが主役に抜擢されて声優に初挑戦した作品でもある。
下北沢や渋谷駅周辺が物語の舞台となっており、当該地域周辺の看板なども詳しく描かれているが、実名で描かれている企業と実名をもじった名称で描かれている企業がある。

#### スタッフ
- 原作・脚本 - 山田典枝
- 監督 - 下田正美
- キャラクター原案 - よしづきくみち
- キャラクターデザイン - 千葉道徳
- 総作画監督 - 川嶋恵子
- コンセプトワークス - 横田“Shironagasu”耕三、幡池裕行
- 美術監督 - 西川淳一郎
- 色彩設定 - 石田美由紀
- 撮影監督 - 秋元央
- 編集 - 西山茂
- 音響監督 - 田中英行
- 音楽 - 羽毛田丈史
- プロデューサー - 清水俊、藤田敏、川野勝、松田章男
- アニメーションプロデューサー - 新崎力也、松倉友二
- アニメーション制作 - ヴューワークス、J.C.STAFF
- 制作 - 魔法局、テレビ朝日

#### 主題歌
「風の花」
花*花によるオープニングテーマ。作詞・作曲はおのまきこ、編曲は清水信之による。
「UNDER THE BLUE SKY」
the Indigoによるエンディングテーマ。作詞は田岡美樹、作曲は市川裕一、編曲は羽毛田丈史・市川裕一による。

#### 各話リスト
| 話数   | サブタイトル                   | 絵コンテ           | 演出     | 作画監督           | 放送日        |
| ------ | ------------------------------ | ------------------ | -------- | ------------------ | ------------- |
| 第1話  | 夕焼けと鉄骨（前編）           | 中山勝一、下田正美 | 下田正美 | 丸山隆             | 2003年1月9日  |
| 第2話  | 夕焼けと鉄骨（後編）           | しまづ聡行         | 岡本英樹 | 杉本功、千葉道徳   | 2003年1月16日 |
| 第3話  | 最高のニュース                 | 西本由起夫         | 岡嶋国敏 | 昆冨美子           | 2003年1月23日 |
| 第4話  | 夏の夜と魔法遣い               | しまづ聡行         | 湖山禎崇 | 名和宗則           | 2003年1月30日 |
| 第5話  | エプロンとシャンパン           | 小滝礼             | 雄谷将仁 | 寺沢伸介           | 2003年2月6日  |
| 第6話  | 魔法遣いになりたい             | しまづ聡行         | 岡本英樹 | 橘秀樹             | 2003年2月13日 |
| 第7話  | 魔法遣いになれなかった魔法遣い | 中山勝一           |          | 丸山隆             | 2003年2月20日 |
| 第8話  | 恋のバカヂカラ                 | 小滝礼             | 湖山禎崇 | 杉本功             | 2003年2月27日 |
| 第9話  | ユメと少女と夏の種             | しまづ聡行         | 岡嶋国敏 | 田中誠輝           | 2003年3月6日  |
| 第10話 | 魔法の行方                     |                    | 雄谷将仁 | 中矢雅樹、枡田邦彰 | 2003年3月13日 |
| 第11話 | 折れてしまった虹               | 中山勝一           |          | 名和宗則、下谷智之 | 2003年3月20日 |
| 第12話 | 魔法遣いに大切なこと           | しまづ聡行         | 岡本英樹 | 丸山隆             | 2003年3月27日 |

#### 放送
| 放送地域   | 放送局         | 放送期間                | 放送日時                     | 放送系列       | 備考             |
| ---------- | -------------- | ----------------------- | ---------------------------- | -------------- | ---------------- |
| 関東広域圏 | テレビ朝日     | 2003年1月9日 - 3月27日  | 金曜 2:07 - 2:37（木曜深夜） | テレビ朝日系列 | 製作局           |
| 日本全域   | ファミリー劇場 | 2003年1月28日 - 4月19日 | 火曜 19:00 - 19:30           | CS放送         | リピート放送あり |

#### DVD
第1巻と第4巻のみ限定版と通常版の2系統、その他の巻は通常版のみとなっており、各巻2話収録で全6巻。
限定版には、3巻分のDVDケースが収納できるハーフBOXが封入されている。また、通常版との共通特典として、キャラクター原案のよしづきくみちが描き下ろしたジャケットとブックレットが封入されているほか、映像特典としてノンテロップ・オープニング（第1巻）やノンテロップ・エンディング（第2巻）、菊池ユメの声を演じた宮崎あおいのインタビュー映像（第6巻）などが収録されている。
そのほか、プロモーション映像2篇が収録されたDVD「序章」がコミックマーケット63にて先行販売された。
| 序章 | 2002年12月28日 | プロモーション映像2篇 |           | PIZZ-3023 |
| 1    | 2003年3月7日   | 第1話 - 第2話         | PIBA-7179 | PIBA-7181 |
| 2    | 2003年4月2日   | 第3話 - 第4話         |           | PIBA-7182 |
| 3    | 2003年5月9日   | 第5話 - 第6話         | PIBA-7183 |           |
| 4    | 2003年6月6日   | 第7話 - 第8話         | PIBA-7180 | PIBA-7184 |
| 5    | 2003年7月2日   | 第9話 - 第10話        |           | PIBA-7185 |
| 6    | 2003年8月8日   | 第11話 - 第12話       | PIBA-7186 |           |
| BOX  | 2006年2月24日  | 全12話                | GNBA-7049 |           |

#### 関連CD
- 『魔法遣いに大切なこと オリジナル・サウンドトラック』（2003年3月7日発売）
- 『魔法遣いに大切なこと TRICOLORE DREAMS』（2003年4月2日発売） - ドラマCD
- 『魔法遣いに大切なこと あなたに会えて良かった』（2003年9月26日発売） - ドラマCD

#### 関連書籍
- 『魔法遣いに大切なこと Dreamers Book』エムディエヌコーポレーション（2003年7月23日初版発行、ISBN 4-8443-5699-2） - ファンブック

### 小説
- 山田典枝『魔法遣いに大切なこと プライマル』メディアファクトリー（2003年3月28日初版発行、3月14日発売[18]、ISBN 4-8401-0737-8）
  - この小説は、主人公である菊池ユメが下北沢での研修を終えて故郷の遠野に帰ってからの日常生活や近況を、師匠である小山田雅美に宛ててしたためた手紙、という体裁をとった書簡体小説となっている。
- 枯野瑛『魔法遣いに大切なこと』富士見書房〈富士見ミステリー文庫〉、全3巻
  1. 夏と空と少女の思い出（2003年3月30日初版発行、3月25日発売[19]、ISBN 4-8291-6202-3）
  2. 真冬の夢の静寂に（2003年8月15日初版発行、8月9日発売[20]、ISBN 4-8291-6218-X）
  3. 夢色に染まる秋天の下で（2004年4月15日初版発行、4月10日発売[21]、ISBN 4-8291-6247-3）

## 太陽と風の坂道
シリーズ第2作。『魔法遣いに大切なこと 太陽と風の坂道』（まほうつかいにたいせつなこと たいようとかぜのさかみち）のタイトルで、漫画作品として『月刊ドラゴンエイジ』（富士見書房）2004年1月号から2006年3月号まで連載された。第1作に引き続き、原作は山田典枝、作画はよしづきくみちが担当している。
2005年から2006年にかけて、原作の山田が自ら執筆した小説版も刊行された。
長崎に住む魔法能力者の少女・松尾ナミが進路について思い悩みながら成長する姿を描いた作品。
世界観は第1作と同一であり、作中に菊池ユメが登場する。
漫画版・小説版は発売されたが、シリーズの中では唯一、映像化されていない。

### 登場人物
松尾 ナミ（まつお ナミ）
二代目主人公。
長崎県立長崎緑南高校の3年生。魔法能力者だが幼いころから魔法を思い通りに遣えたことがなく、父親との確執もあり、将来の進路で悩んでいる。理恵子、千花と仲が良い。終盤、長崎に配属になった前作の主人公、菊池ユメに出逢い、助言を与えられる。
富永 龍太郎（とみなが りゅうたろう）
昭和60年5月5日生まれ。
神奈川県横浜市出身で、以前は神奈川県立横浜清章高校に在籍していたが、母親を事故で失い、長崎県立長崎緑南高校へ転校して来た。長身で美形だが、母親の事故の件で変わってしまい、寡黙でとっつきにくい。
事故被害者遺族に対し、金で謝罪するしかないと思い、船渠でアルバイトをして稼いだ給与を被害者遺族に贈っていたが、神田弁護士からその行為自体が被害者を苦しめていると指摘され、止めるように言われる。
森山 理恵子（もりやま りえこ）
姉御肌のはきはきした性格。将来の夢は小学校の教師。
渡辺 千花（わたなべ ちか）
おっとりした性格で手芸が得意。将来の夢は看護師。
浜浦 香代子（はまうら かよこ）
市会議員の娘。退屈を嫌ってクラスで波風を立てることが多く、ナミにも何かと食ってかかる。
福山 光明（ふくやま みつあき）
急な坂道も自転車で駆け上る豪傑。将来の夢はトライアスロン選手。
林田 康平（はやしだ こうへい）
写真が好きでナミと気が合う。将来はカメラマンになりたいとも思っているが自信がない。
松尾 秀樹（まつお ひでき）
ナミの弟。バイクが趣味で、バイク屋に入り浸っている。バイクを通じて龍太郎と知り合い、龍太郎を兄貴分として慕う。
富永 すもも（とみなが すもも）
龍太郎の妹。過去のある出来事によるショックで失声症となり、言葉を発することができない。教会でナミと出逢い、ナミを姉のように慕う。
板橋 正樹（いたばし まさき）
龍太郎の親友で、神奈川県立横浜清章高校時代の同級生。ナミが横浜を訪ねた時には誤解からナミを怒鳴りつけたが、誤解と判った後はナミの人柄を認め、横浜に来ているはずの龍太郎捜しに協力する。
神田 正彦（かんだ まさひこ）
神奈川県横浜市で「神田法律事務所」を営む弁護士。龍太郎の母・節子が起こした事故に関する事後処理を引き受け、定期的に龍太郎と連絡を取り合っている。
松尾 清一
ナミの父親で公認魔法士。優秀な魔法士だが、それ故に魔法能力を持って生まれたナミに幼いころから魔法教育を躾けようとしたものの上手くいかず、それが長年にわたってナミを苦しめてきた。
三浦（みうら）
女性の公認魔法士。魔法労務研修を受けることに決めたナミの研修指導員となる。
ふゆみ
重い病を抱えている少女。ユメに、幼い頃には既に枯れていた木がかつてどんな花を咲かせていたのかを死ぬ前に見せてほしいと依頼する。
小山田 雅美（おやまだ まさみ）
シリーズ第1作で菊池ユメの担当指導官だった公認魔法士。本作では本人は直接登場せず、魔法士になるための教則ビデオにて魔法能力者制度の概要を説明する人物として登場する。
菊池 ユメ（きくち ユメ）
シリーズ第1作の主人公。物語終盤に人事異動で長崎に配属される。ふゆみという重病を抱える少女の依頼で、既に枯れている木がかつて咲かせていた花を見せる。それをたまたま傍で見ていたナミに声を掛けられて相談に乗り、ナミが進むべき道に気付くきっかけを与える。

### 書誌情報
- 山田典枝（原作）・よしづきくみち（作画）『魔法遣いに大切なこと 太陽と風の坂道』角川書店〈ドラゴンコミックス〉、全5巻
  1. 2004年6月1日初版発行（5月28日発売[23]）、ISBN 4-04-712359-5
  2. 2004年12月1日初版発行（11月29日発売[24]）、ISBN 4-04-712379-X
  3. 2005年5月1日初版発行（4月27日発売[25]）、ISBN 4-04-712398-6
  4. 2005年11月1日初版発行（10月28日発売[26]）、ISBN 4-04-712427-3
  5. 2006年3月29日初版発行（3月28日発売[27]）、ISBN 4-04-712446-X

### 小説
- 山田典枝『魔法遣いに大切なこと 太陽と風の坂道』富士見書房〈富士見ファンタジア文庫〉、全2巻
  1. Saudade（2005年6月27日初版発行、6月18日発売[28]、ISBN 4-8291-1733-8）
  2. Esperanca（2006年6月初版発行、6月20日発売[29]、ISBN 4-8291-1836-9）

## 夏のソラ
シリーズ第3作。『魔法遣いに大切なこと～夏のソラ～』（まほうつかいにたいせつなこと なつのソラ）のタイトルで、2008年に漫画、アニメおよび実写映画のメディアミックス作品として発表された。なお、映画版のタイトルのみ「夏のソラ」という副題が付かない。
北海道・美瑛に住む魔法能力者の少女・鈴木ソラが魔法士研修を受けるため上京して起こる、様々な出来事を描いた作品。
シリーズ第3作であるが、過去のシリーズの人物が1人も登場しない他、魔法遣いにのみ発症する不治の病の設定があるなど、過去2作とは確実な差異があることから第1作・第2作とは別の世界観の物語となっており、関連性は無い。ただし、魔法局が存在することや舞台が下北沢であることなど、共通点もある。
シリーズの中では唯一、映画化（実写）された作品であり、同時に唯一、小説化されていない作品でもある。

### 登場人物

#### 魔法士研修生
鈴木 ソラ（すずき ソラ）
声 - 花澤香菜
演 - 山下リオ
三代目主人公。
北海道・美瑛町出身の16歳の少女。座右の銘は「トライ・アンド・エラー」。明るい性格で友達想い。飼っているの犬の名はジョー。魔法遣いにのみ発症する不治の病を抱えており、同じ病気で父親を亡くしている。9話で豪太と恋人同士になる。
緑川 豪太（みどりかわ ごうた）
声 - 前野智昭
演 - 岡田将生
神奈川県茅ヶ崎市（江ノ島）出身の16歳の少年。ソラと同じく原魔法事務所に下宿する。魔法はほとんど遣えない。サーフィンが趣味。9話でソラと恋人同士になる。
浅葱 ほのみ（あさぎ ほのみ）
声 - 井上麻里奈
演 - 緑友利恵
ソラたちと魔法研修を共にする16歳の少女。勝気で激情家だがしおらしいところもある。他人をフルネームで呼ぶ。黒田とは何かと言い合いになるが、次第に意識していくようになる。
山吹 ひより（やまぶき ひより）
声 - 高橋美佳子
演 - なし
ソラたちと魔法研修を共にする16歳の少女。いつも周囲を見回し、皆のフォローをする気配り上手。ソラともすぐ仲良くなった。豪太に好意を持ち、何かと気遣う。映画版には登場しない。
黒田 浩二（くろだ こうじ）
声 - 浪川大輔
演 - 太賀
ソラたちと魔法研修を共にする16歳の少年。自分の失敗を素直に認められなかった。ほのみとは初対面から何かと言い合いになるが、次第に意識していく。

#### 魔法士
川田（かわた）
声 - 沢海陽子
演 - 余貴美子
霞ヶ関の魔法局本局でソラたちの魔法の座学を担当する教官。時間に厳しいが根は優しい。アニメ版では眼鏡を掛けたインテリ系若手美人だが、漫画版・映画版では眼鏡を掛けていない中年女性。
森下（もりした）
声 - 掟ポルシェ
演 - 水橋研二
川田の助手であり、なかなか魔法の遣えない豪太にちょくちょくアドバイスをしてくれる魔法士。アニメ版では長髪でパンクロック調のいでたちをした変人だが、映画版ではスーツを着て髪型も一般的で話し方も事務的な人物になっているなど、アニメ版と実写版で容姿や立ち振る舞いが大きく異なる人物である。漫画版ではほぼ名前のみの登場。
原 誠一郎（はら せいいちろう）
声 - 小山力也
演 - 田中哲司
ソラの担当魔法指導員。叔母である沙織を「沙織ちゃん」と呼んで窘められるなど、フランクな印象を与える人物。かつてフジロックフェスティバルに出演したことがあるらしい。
白石 沙織（しらいし さおり）
声 - 高乃麗
演 - 木野花
豪太の担当魔法指導員。誠一郎の叔母。

#### その他の人物
鈴木 聖子（すずき せいこ）
声 - 鷹森淑乃
演 - 永作博美
ソラの母親。
YASUKO（ヤスコ）
声 - 笹生実久
演 - なし
アニメ版オリジナルキャラクター。下北沢駅北口の銀行前でよく路上ライブをしているストリートミュージシャン。

### 漫画
『月刊少年エース』（角川書店）2008年4月号から2009年1月号まで連載された。シリーズの前2作品に引き続きよしづきくみちが担当しているが、前2作品とは異なり本作はストーリーもよしづきが担当している。

#### 書誌情報
- 山田典枝（原案）・よしづきくみち（漫画）『魔法遣いに大切なこと～夏のソラ～』角川書店〈カドカワコミックス・エース〉、全2巻
  1. 2008年6月26日初版発行（6月24日発売[32]）、ISBN 978-4-04-715073-7
  2. 2008年12月26日初版発行（12月20日発売[33]）、ISBN 978-4-04-715157-4

### テレビアニメ
2008年7月2日から9月24日にかけてテレビ朝日で放送され、8月からキッズステーションでも放送された。
舞台となる美瑛や下北沢などの風景が「絵的な表現をしない」というコンセプトで実写さながらに描かれており、彩度・コントラストの高い独特の雰囲気となっている。

#### スタッフ
- 原作・脚本 - 山田典枝[31]
- 監督・絵コンテ - 小林治[31]
- キャラクター原案 - よしづきくみち[31]
- キャラクターデザイン - 芳垣祐介[31]
- 美術監督 - 飯島寿治[31]
- 色彩設計 - 川上善美[31]
- 撮影監督 - 吉田寛[31]
- 編集 - 後藤正浩[31]
- 音響監督 - 長崎行男[31]
- 音楽 - 羽毛田丈史[31]
- プロデューサー - 松田章男、杉山登、大貫一雄、須藤奈穂美
- アニメーションプロデューサー - 中島伸治
- アニメーション制作 - ハルフィルムメーカー[31]
- 制作 - テレビ朝日[31]
- 製作 - 下北沢魔法事務所[31]（ジェネオンエンタテインメント、インターチャネル・ホロン、ハルフィルムメーカー、キッズステーション）

#### 主題歌

##### オープニング・エンディング
「Fly Away」
THYME（ジェネオンエンタテインメント）によるオープニングテーマ。作詞はthyme、作曲・編曲は清水哲平による。
「乾いた花」
笹生実久がmicc名義で歌唱したエンディングテーマ。作詞は笹生実久、作曲・編曲は羽毛田丈史による。

##### 挿入歌
「9月の海はクラゲの海」
ムーンライダーズの楽曲を笹生実久がYASUKO（＝micc）名義でカバーした挿入歌。編曲は笹生実久による。第2話で使用された。
「スーパーマンになる」
笹生実久がYASUKO（＝micc）名義で歌唱した挿入歌。作詞・作曲・編曲も笹生実久による。第4話で使用された。
「INSANE」
NICOTINEによる挿入歌。作詞・作曲はHOWIE、編曲はNICOTINEによる。第4話で使用された。
「GOOD DREAMS」
ルースターズの楽曲を笹生実久がYASUKO（＝micc）名義でカバーした挿入歌。編曲は笹生実久による。第5話と第10話で使用された。
「Punk Rock Anthem」
NICOTINEによる挿入歌。作詞・作曲はHOWIE、編曲はNICOTINEによる。第5話で使用された。
「A Girl With A Past」
同上。第5話で使用された。
「はかないもの」
笹生実久がYASUKO（＝micc）名義で歌唱した挿入歌。作詞・作曲・編曲も笹生実久による。第7話で使用された。
「東京」
片山みゆきによる挿入歌。作詞・作曲は森田貢、編曲は戸塚修による。第7話で使用された。
「男道コーチ屋稼業」
ロマンポルシェ。による挿入歌。作詞・作曲は掟ポルシェによる。第7話で使用された。
「シー・イズ・ア・ポストマン」
LOVE DEVICEによる挿入歌。作詞は安原兵衛・新堀沙織、作曲・編曲は安原兵衛による。第7話で使用された。
「オホーツク挽歌」
三田りょうによる挿入歌。作詞は阪口照幸、作曲は弦哲也、編曲は前田俊明による。第8話で使用された。
「青空のマリー」
ムーンライダーズの楽曲を笹生実久がYASUKO（＝micc）名義でカバーした挿入歌。編曲は笹生実久による。第9話で使用された。
「煙の中を」
Rising Tonesによる挿入歌。作詞は鈴木大介、作曲・編曲はRising Tonesによる。第9話で使用された。
「グッバイ」
笹生実久がYASUKO（＝micc）名義で歌唱した挿入歌。作詞・作曲・編曲も笹生実久による。第10話で使用された。
「君のギター」
同上。第11話で使用された。
「カナリヤ」
同上。第12話で使用された。
「下北沢」
笹生実久がYASUKO（＝micc）名義で歌唱した挿入歌。作詞は小林治、作曲・編曲は笹生実久による。第12話で使用された。

#### 各話リスト
| 話数   | サブタイトル | 演出             | 作画監督                             | 放送日        |
| ------ | ------------ | ---------------- | ------------------------------------ | ------------- |
| 第1話  | 美瑛より     | 小林治、堀元宣   | 堀元宣                               | 2008年7月2日  |
| 第2話  | 東京         | 小林治           | 伊東克修                             | 2008年7月9日  |
| 第3話  | ソラ         | 荒川真嗣         | 谷津美弥子                           | 2008年7月16日 |
| 第4話  | 豪太         | 斉藤啓也         | 浅野直之                             | 2008年7月30日 |
| 第5話  | 下北沢       | 堀元宣           |                                      | 2008年8月6日  |
| 第6話  | 友達         | 名取孝浩         | 芳垣祐介、沓名健一、伊東克修、植田均 | 2008年8月13日 |
| 第7話  | 岐路         | 斉藤啓也         | 小澤円、小林治                       | 2008年8月20日 |
| 第8話  | 魔法遣い     | 荒川真嗣         | 谷津美弥子                           | 2008年8月27日 |
| 第9話  | 初恋         |                  | 堀元宣、伊東克修                     | 2008年9月3日  |
| 第10話 | いのち       | 小林治、斉藤啓也 | 小林治、堀元宣                       | 2008年9月10日 |
| 第11話 | 卒業         | 荒川真嗣         | 谷津美弥子                           | 2008年9月17日 |
| 第12話 | 夏のソラ     | 小林治           | 小林治、堀元宣                       | 2008年9月24日 |

#### 放送
| 放送地域   | 放送局             | 放送期間               | 放送日時                     | 放送系列       | 備考                            |
| ---------- | ------------------ | ---------------------- | ---------------------------- | -------------- | ------------------------------- |
| 関東広域圏 | テレビ朝日         | 2008年7月3日 - 9月25日 | 木曜 2:40 - 3:10（水曜深夜） | テレビ朝日系列 | 製作局                          |
| 日本全域   | キッズステーション | 2008年8月8日 - 11月7日 | 金曜 0:00 - 0:30（木曜深夜） | CS放送         | 製作委員会参加 リピート放送あり |

#### DVD
第1巻のみ限定版と通常版の2系統、その他の巻は通常版のみとなっており、各巻2話収録で全6巻。限定版には全巻収納BOXが封入されている。
| 1 | 2008年10月24日 | 第1話 - 第2話   | GNBA-7570 | GNBA-7571 |
| 2 | 2008年11月21日 | 第3話 - 第4話   |           | GNBA-7572 |
| 3 | 2008年12月26日 | 第5話 - 第6話   | GNBA-7573 |           |
| 4 | 2009年1月23日  | 第7話 - 第8話   | GNBA-7574 |           |
| 5 | 2009年2月25日  | 第9話 - 第10話  | GNBA-7575 |           |
| 6 | 2009年3月25日  | 第11話 - 第12話 | GNBA-7576 |           |

#### 関連CD
- 『魔法遣いに大切なこと〜夏のソラ〜 オリジナル・サウンドトラック』（2008年9月24日発売）
- YASUKO（＝micc）『下北沢北口、銀行前にて』（2008年9月24日発売） - 挿入歌アルバム

### 実写映画
2007年10月、実写映画版の製作を発表。2008年12月20日よりシネマート六本木、シネマート新宿ほか全国にて順次公開された。主演は山下リオ、岡田将生。

#### スタッフ
- 監督 - 中原俊
- 脚本 - 山田典枝
- 音楽 - 羽毛田丈史
- 製作 - 植木英則、気賀純夫、吉田博昭、竹内大策
- プロデューサー - 清水俊、尾西要一郎
- アソシエイトプロデューサー - 松田章男
- 撮影 - 石井浩一
- 美術 - 吉積弘二
- 編集 - 菊井貴繁
- 照明 - 白石成一
- 録音 - 永口靖
- 助監督 - 荒川栄二
- CGディレクター - 川村泰
- 音楽プロデューサー - 松田亨
- VFXスーパーバイザー - 大塚康弘
- 配給・宣伝 - 日活
- 宣伝協力 - ライスタウンカンパニー
- 製作 -「魔法遣いに大切なこと」製作委員会（デジタル・フロンティア、ジェネオンエンタテインメント、ティー・ワイ・オー、ポニーキャニオンエンタープライズ）

#### 主題歌
「愛する人」
THYME（ジェネオンエンタテインメント・スマイルカンパニー）による主題歌。作詞はthyme、作曲は清水哲平、編曲は星野孝文による。

#### DVD
2009年6月24日に「プレミアム・エディション」のみ1形態で発売された。メイキングなどを収録した特典ディスクのほか、初回特典としてフォトブックと特製アウタースリーブが封入されている。

#### 関連CD
- 映画「魔法遣いに大切なこと」オリジナル・サウンドトラック（2008年11月26日発売）